# Metikoš
Metikoš (Servisch cyrillisch Метикош) is een plaats in de Servische gemeente Kraljevo. De plaats telt 688 inwoners (2002).